# عملية تصفية الحساب
عملية تصفية الحساب أو حرب الأيام السبعة، هي حرب واسعة شنتها إسرائيل على لبنان، كانت في شهر تموز من العام 1993. وكانت بغرض القضاء على المقاومة اللبنانية المتمثلة في حزب الله، حيث اعتمدت فيها إسرائيل بشكل رئيسي على سلاحها الجوي المتفوق في العدد والعدة والتقنية.
وعملت إسرائيل خلال هذه الحرب على قطع أوصال الجغرافيا اللبنانية عن بعضها البعض، ففصلت الجنوب عن العاصمة بيروت، وفصلت منطقة البقاع عن الغرب والشمال من خلال حزام ناري كثيف. وقد أدى العدوان المذكور إلى تهجير مئات الألاف من اللبنانيين، والحاق خسائر فادحة في الممتلكات، فضلا عن سقوط مئات القتلى والجرحى من المدنيين، وقد استمر هذا العدوان سبعة أيام متواصلة.

## سبب الحرب
كان من الأسباب الرئيسية للحرب هو تنامي قوة وقدرة حزب الله العسكرية خصوصا والمقاومة في لبنان عموما، ففي أواخر يونيو 1993، أطلق حزب الله عدد من الصواريخ على إحدى قرى شمال إسرائيل، وبعد عدد من الهجمات قام بها كل من حزب الله والجبهة الشعبية لتحرير فلسطين أدت إلى مقتل خمسة جنود إسرائيليين، قررت الحكومة الإسرائيلية آن ذاك استئصال شأفة المقاومة في لبنان وخصوصا حزب الله بعملية عسكرية كبيرة.

## الأهداف
كان من الأهداف التي أعلنتها إسرائيل لهذه الحرب القضاء على المقاومة اللبنانية المتمثلة في حزب الله، وتدمير ترسانة الصواريخ الموجودة لديه، ومنعه من استخدام جنوب لبنان كقاعدة لضرب إسرائيل، كما كانت تأمل في الضغط على الحكومة اللبنانية كي تتدخل ضد حزب الله.

## النتائج
لم تتمكن إسرائيل من تحقيق أي من أهدافها المذكورة وذلك بسبب صمود المقاومة اللبنانية المتمثلة في حزب الله بالأساس، واستمرار قصف حزب الله لقرى ومستوطنات شمال إسرائيل، وعدم قدرة منع الجيش الإسرائيلي لذلك. فقد تم التوصل إلى وقف إطلاق نار بعد أسبوع من بداية الحرب، والذي تفاوضت بشأنه الولايات المتحدة الأمريكية، وذلك في شكل اتفاق شفوي صدر من (منظمة الأمن العالمي) والتي مقرها ب الولايات المتحدة، جاء فيه: « أنه قد تم التوصل إلى اتفاق عن طريق الفم بين إسرائيل وحزب الله، وافقت فيه إسرائيل على الامتناع عن مهاجمة اهداف مدنية في لبنان في حين تعهد حزب الله بوقف إطلاق الصواريخ على شمال إسرائيل'».
في مايو 2000، انسحبت إسرائيل من جميع الأراضي اللبنانية المحتلة، بموجب قرار مجلس الأمن التابع للأمم المتحدة رقم 425، بعد اثنين وعشرين عاماً من تبني هذا القرار.